# Ouessa (departamento)
Ouessa é um departamento ou comuna da província de Ioba no Burkina Faso. A sua capital é Ouessa.
Em 1 de julho de 2018 tinha uma população estimada em 12954 habitantes.